# 長谷川翼
長谷川 翼（はせがわ つばさ、1994年2月8日 - ）は、日本のスピードスケート選手。北海道中標津町出身。
中標津町立中標津中学校、白樺学園高等学校、日本大学卒業。日本電産サンキョー所属。2018年平昌オリンピック日本代表選手。  

## 個人記録
| 個人記録         |          |               |                                     |        |
| スピードスケート |          |               |                                     |        |
| イベント         | 結果     | 日付          | ロケーション                        | ノート |
| 500メートル      | 34.45    | 2017年2月26日 | オリンピックオーバル、カルガリー    |        |
| 1000メートル     | 1：08.49 | 2017年2月25日 | M- オリンピックオーバル、カルガリー |        |
| 1500メートル     | 1：49.90 | 2014年3月16日 | オリンピックオーバル、カルガリー    |        |
| 3000メートル     | 4：17.40 | 2010年9月26日 | 帯広                                |        |